# 八犬伝 (青木豪)
『八犬伝』（はっけんでん）は、2013年3月から4月に上演された舞台劇である。
- 東京公演：Bunkamuraシアターコクーン（2013年3月8日 - 31日）
- 大阪公演：梅田芸術劇場 シアター・ドラマシティ（2013年4月4日 - 10日）
- 愛知公演：刈谷市総合文化センター 大ホール（2013年4月13日・14日）

## キャスト

### 八犬士
- 犬塚 信乃 戌孝 - 阿部サダヲ
- 犬川 荘助 義任 - 瀬戸康史
- 犬山 道節 忠與 - 津田寛治
- 犬飼 現八 信道 - 尾上寛之
- 犬田 小文吾 悌順 - 辰巳智秋
- 犬坂 毛野 胤智 - 中村倫也
- 犬村 大角 礼儀 - 近藤公園
- 犬江 親兵衛 仁 - 太賀

### その他
- 浜路 - 二階堂ふみ
- ゝ大法師 - 田辺誠一
- 網乾左母二郎 - 増沢望
- 里見義実 - 増沢望
- 大塚蟇六 - 佐藤誓
- 雛衣 - 内田慈
- 伏姫 - 内田慈
- 軍木五倍二（ぬるで ごばいじ） - 前田悟
- 赤岩一角（犬村大角の実父） - 横山一敏
- 簸上宮六（ひかみ きゅうろく）- 河原雅彦

## スタッフ
- 台本 : 青木豪
- 演出 : 河原雅彦